# قدس
قدس كانت قرية فلسطينية تبعد 17 كيلومتر شمال شرق مدينة صفد. قامت العصابات الصهيونية المسلحة بهدم القرية وتشريد أهلها البالغ عددهم عام 1948، 452 نسمة. كان ذلك في 28 مايو 1948 وبلغ مجموع اللاجئين من هذه القرية في عام 1998 حوالي 2778 نسمة. كان أغلب سكانها من المسلمين الشيعة.
قدس تقع في جبال الجليل الأعلى على ارتفاع 470م عن سطح البحر في ناحية تبنين (لواء صفد)، على كتف جبل يبرز نحو الجنوب الشرقي. ويمر وادي الغصون بشمالها وشمالها الشرقي على بعد كيلومتر واحد وينتهي في مستنقعات شمالي الحولة. الامتداد العام للقرية من الشمال الغربي إلى الجنوب الشرقي، وهي من النوع المكتظ. وكان فيها 56 مسكناً في عام 1931. وفي عام 1945 بلغت مساحة القرية 20 دونماً ومساحة أراضيها 14139. يحيط بها أراضي قرى البويزية وجاحولا والنبي يوشع والهراوي وديشوم والمالكية والأراضي اللبنانية.
عاش في قدس 272 نسمة من العرب في عام 1931. وفي عام 1945 بلغ عددهم بالإضافة إلى سكان قرية بليدة اللبنانية الواقعة على بعد 3 كم إلى الشمال منها نحو 390 نسمة؛ واشتهرت بالثياب المنيرة وصناعة الحبال. وكان يطلق على بحيرة الحولة التي تقع على بعد 7 كم جنوبي شرق القرية بحيرة قدس.
قامت القرية في مكان بلدة قادش الجليل الكنعانية، وتدل النقوش والبقايا الأثرية على أن المنطقة المجاورة للقرية من الشرق كانت بلدة رومانية وبيزنطية (Cadasa) مهمة.

## انتداب تقاسم وتقسيم
في الفترة من عام 1923 إلى عام 1948، كانت هناك مجموعة قرى في فلسطين الانتدابية، كانت قد نقلت من المجال الفرنسي -الذي أحصاها ومنحها الجنسية اللبنانية- إلى البريطاني الذي لم يُدرج هذه القرى في تعداد عام 1922 لفلسطين وأُزيح خط الحدود ووضعت القرى على الجانب الفلسطيني.

## احتلال قدس
تم الاستيلاء على القرية في إطار عملية يفتاح الا ان الجيش اللبناني استردها وظلت الأمور في مد وجز بين الأطراف العربية والإسرائيلية، الا أن قدس وقعت ثانية خلال عملية حيرام.

## القرية اليوم
أنشئت على أراضي القرية مستعمرة يفتاح وتقع من الشمال الشرقي لأراضي القرية، وتستعمل مستوطنة راموت نفتالي ومستوطنة مالكية اللاتي أسستا عام 1945 أراضي القرية.

## وصلات خارجية
- قدس ترحب بكم